# 致命宝石
《致命宝石》（羅馬化：Manee Phisawat），是2023年1月24日起至2023年3月14日每周一至周二晚上8点30分在泰国One 31电视台播出，改编自同名小说的泰国情感悬疑剧。由班庄·比辛达拿刚执导，提迪蓬·德查阿派坤及娜琳迪帕·莎功昂格派领衔主演。剧情主要讲述了同父异母的姐妹的爱上同一个男人的恩怨情仇。

## 演员阵容

### 主演
- 提迪蓬·德查阿派坤[1] 饰演 
  - Phumin（现代）：前往查探Thammapoka矿井命案的警察[4]。
  - Phruek王子（古代）：Phumin的前世。
- 娜琳迪帕·莎功昂格派 饰演 
  - Ployrung（现代）：珠宝设计师。
  - Phailin（古代）：Ployrung的前世。Mookda同父异母的姐姐，喜欢Phruek。为人善良。
- 拉维雅楠·塔格 饰演 Mookda

Phailin同父异母的姐姐，喜欢Phruek。因为Phruek与Phailin互相喜欢而对Phruek使用巫术并诬陷Phailin导致他们之间的婚约取消。真相大白后被父亲囚禁并在囚禁期间自学巫术，解开法师的阵法后对Phumin及Ployrung（Phruek与Phailin的转世）展开报复。

### 其他演员
- 苼楠塔茬·塔纳潘披散（Fon） 饰演 Jarawee
- 肖邦·努钦特拉 饰演 Nul
- 萨鲁特·维吉特拉南达（Big） 饰演 Boon（现代） / Suk（古代）
- 阿丽莎拉·翁差丽（Fresh） 饰演 At
- 普里·克蓝帕鲁柯 饰演 Mongkhol（现代） / Cheep医生（古代）
- 萍潘·查莱库珀（Pym） 饰演 Pimphan（现代） / Chuen（古代）
- 普丽玛·拉查娜（Deuan） 饰演 Phawinee
- Uthumporn Silaphan（Jum） 饰演 Rattana

### 客串
- Patchanok Iamsa-Ard（Berm） 饰演 Win
- 玛郁琳·彭普潘（Kik） 饰演 Cheekornkaew
- 阿提瓦·萨尼翁·那·阿育塔亚（Ton） 饰演 Amphan
- 莎露查·佩特洛（Yingying） 饰演 Waranee
- Klot Atthaseri 饰演 Khong（Ajahn）
- Pisamai Wilaisak（Mee） 饰演 老年时期的Phailin
- Pimlapas Jungsura 饰演 年轻时期的Rattana

## 劇集迴響

### 泰國電視收視
- 收視最低的集數以藍色表示，收視最高的集數以紅色表示，而空格則表示該集的收視沒有相關數據。

| 集數 No.   | 播放日期      | 播放時段 (UTC+07:00) | 平均收視率 | 來源   |
| ---------- | ------------- | -------------------- | ---------- | ------ |
| 1          | 2023年1月24日 | 星期二 20:30         | 1.60       | [ 5 ]  |
| 2          | 2023年1月30日 | 星期一 20:30         | 1.24       | [ 5 ]  |
| 3          | 2023年1月31日 | 星期二 20:30         | 1.282      | [ 6 ]  |
| 4          | 2023年2月6日  | 星期一 20:30         | 1.370      | [ 7 ]  |
| 5          | 2023年2月7日  | 星期二 20:30         | 1.941      | [ 8 ]  |
| 6          | 2023年2月13日 | 星期一 20:30         | 1.564      | [ 9 ]  |
| 7          | 2023年2月14日 | 星期二 20:30         | 1.790      | [ 10 ] |
| 8          | 2023年2月20日 | 星期一 20:30         | 1.494      | [ 11 ] |
| 9          | 2023年2月21日 | 星期二 20:30         | 1.761      | [ 12 ] |
| 10         | 2023年2月27日 | 星期一 20:30         | 1.574      | [ 13 ] |
| 11         | 2023年2月28日 | 星期二 20:30         | 1.740      | [ 14 ] |
| 12         | 2023年3月6日  | 星期一 20:30         | 1.671      | [ 15 ] |
| 13         | 2023年3月7日  | 星期二 20:30         | 1.818      | [ 16 ] |
| 14         | 2023年3月13日 | 星期一 20:30         | 1.735      | [ 17 ] |
| 15         | 2023年3月14日 | 星期二 20:30         | 1.854      | [ 18 ] |
| 平均收視率 | 平均收視率    | 平均收視率           | 1.629      | 1      |

^1  基於每集的平均觀眾份額。